# Gelis atratus
Gelis atratus là một loài tò vò trong họ Ichneumonidae.